# 拉維倫峰
46°31′41.9″N 10°03′02.5″E / 46.528306°N 10.050694°E
拉維倫峰（Pizzo Leverone）是歐洲的山峰，位於意大利和瑞士接壤的邊境，屬於利維尼奧阿爾卑斯山脈的一部分，海拔高度3,058米，每年平均降雨量1,386毫米，最潮濕的十一月為174毫米，最乾旱的三月為77毫米。

## 外部連結
- Piz Lavirun on Hikr （页面存档备份，存于）